# Producto semidirecto
En la rama matemática de la teoría de grupos, se denomina producto semidirecto de dos grupos a un tercer grupo que extiende los dos primeros bajo ciertas condiciones adicionales. El producto semidirecto de dos grupos se denota con el símbolo {\displaystyle \rtimes }. Este producto no es único, pues depende de la elección de cierta función {\displaystyle \varphi }, por lo que en ocasiones se hace necesario usar el símbolo {\displaystyle \rtimes _{\varphi }} para evitar ambigüedades. 
El producto semidirecto de dos grupos se caracteriza por tener dos copias isomorfas a los grupos de partida como subgrupos, los cuales además tienen intersección trivial. Además el primero de ellos es un subgrupo normal, lo cual no es en general cierto para el segundo; el orden de los dos grupos factores importa en el producto semidirecto. 

## Definición formal
Sean {\displaystyle H} y {\displaystyle K} dos grupos cualesquiera, y sea  {\displaystyle \varphi :K\to Aut\ H} un homomorfismo de grupos. Este homomorfismo caracteriza una acción del grupo {\displaystyle K} sobre el grupo {\displaystyle H}, que viene dada por {\displaystyle k\ h=\varphi (k)(h)}. Se denomina producto semidirecto de {\displaystyle H} y {\displaystyle K} respecto de {\displaystyle \varphi }, y se denota {\displaystyle H\rtimes _{\varphi }K}, al grupo formado por todos los pares 
{\displaystyle \{(h,k)\ :h\in H\ y\ k\in K\}}
bajo la operación definida por
{\displaystyle (h_{1},k_{1})\cdot (h_{2},k_{2})=(h_{1}k_{1}h_{2},k_{1}k_{2})}.
El producto semidirecto tiene las siguientes propiedades:
- El orden de  {\displaystyle H\rtimes _{\varphi }K} es  {\displaystyle o(H)\cdot o(K)}.
- El subgrupo {\displaystyle {\tilde {H}}=\{(h,1)\ :h\in H\}} es isomorfo a {\displaystyle H} y es normal en  {\displaystyle H\rtimes _{\varphi }K}.
- El subgrupo {\displaystyle {\tilde {K}}=\{(1,k)\ :k\in K\}} es isomorfo a {\displaystyle K}.
- Estos dos subgrupos tienen intersección trivial: {\displaystyle {\tilde {H}}\cap {\tilde {K}}=\{e\}}, donde {\displaystyle e} es el neutro de {\displaystyle H\rtimes _{\varphi }K}.

El producto directo de grupos es un caso particular del producto semidirecto. Se da precisamente cuando el homomorfismo {\displaystyle \varphi :K\to Aut\ H} es trivial, es decir, cuando todo elemento {\displaystyle k\in K} tiene por imagen la identidad de {\displaystyle Aut\ H} (que es la función identidad de {\displaystyle H}). En tal caso y solo en tal caso {\displaystyle k\ h=h} para todo par de elementos {\displaystyle (h,k)}. Además, el subgrupo {\displaystyle {\tilde {K}}} es también normal en el producto directo. El recíproco también es cierto, es decir, si ambos {\displaystyle {\tilde {H}}} y {\displaystyle {\tilde {K}}} son normales en el producto entonces es un producto directo.

## Descomposición de un grupo como producto semidirecto
Dado un grupo {\displaystyle G} que contiene un subgrupo normal {\displaystyle N}, cabe preguntarse si {\displaystyle G} puede formarse como producto semidirecto de {\displaystyle N} con otro grupo o, más formalmente, si {\displaystyle G} es isomorfo a un producto semidirecto {\displaystyle N\rtimes _{\varphi }Q}, para cierto grupo {\displaystyle Q} y un homomorfismo {\displaystyle \varphi :Q\to Aut\ N}.
Considérese un subgrupo  {\displaystyle H} (no necesariamente normal) de un grupo {\displaystyle G}. Se dice que un subgrupo {\displaystyle K\subseteq G} es un complemento de {\displaystyle H} si se cumple cualquiera de las dos condiciones equivalentes:
1. {\displaystyle G=HK}  y   {\displaystyle H\cap K=\{e\}} (siendo e el elemento neutro de G).
2. {\displaystyle \forall g\in G} existen elementos {\displaystyle h\in H,k\in K} únicos tales que  {\displaystyle g=hk}.

Sea ahora un subgrupo normal {\displaystyle N\triangleleft G}; se dice que {\displaystyle G} es un producto semidirecto de {\displaystyle N} y {\displaystyle Q}, escrito como {\displaystyle G=N\rtimes Q,} si {\displaystyle N} tiene un complemento {\displaystyle Q'\simeq Q} en {\displaystyle G}. En tal caso se dice que G se parte sobre N o que G se descompone sobre N.
No todo subgrupo normal tiene complemento, y si lo tiene, no tiene por qué ser necesariamente único. No obstante, todos los complementos de un subgrupo  normal {\displaystyle N} (cuando existen) son isomorfos entre sí, puesto que por los teoremas de isomorfía:
{\displaystyle G/N=NQ/N\simeq Q/(N\cap Q)=Q/1\simeq Q}.

### Caracterizaciones equivalentes
Dado un subgrupo normal {\displaystyle N\triangleleft G}, las siguientes proposiciones son equivalentes:
1. {\displaystyle G} es un producto semidirecto de {\displaystyle N} y {\displaystyle G/N}.
2. {\displaystyle N} tiene un complemento {\displaystyle Q\subset G}.
3. Existe un subgrupo {\displaystyle Q\subset G} tal que cada elemento {\displaystyle g\in G} se puede expresar de forma única como {\displaystyle g=ax}, donde {\displaystyle a\in N} y {\displaystyle x\in Q}.
4. Existe un homomorfismo {\displaystyle s:G/N\to G} tal que {\displaystyle v\circ s:G/N\to G/N=id}, donde  {\displaystyle v:G\to G/N} es la proyección natural.
5. Existe un homomorfismo {\displaystyle \pi :G\to G} tal que {\displaystyle ker\ \pi =N} y {\displaystyle \pi (x)=x} para todo {\displaystyle x\in im\ \pi } (una aplicación que satisface estas condiciones se dice que es una retracción de {\displaystyle G}).

Estas condiciones son útiles para determinar si un grupo es el producto semidirecto de dos de sus subgrupos. En cambio, la definición formal permite construir un producto semidirecto de dos grupos arbitrarios, no necesariamente subgrupos de un grupo común.

## Ejemplos
- El grupo lineal general {\displaystyle GL_{n}(\mathbb {F} )}, donde {\displaystyle \mathbb {F} } es un cuerpo de característica cero, es el producto semidirecto del grupo multiplicativo del cuerpo y el grupo lineal especial:[4]

{\displaystyle GL_{n}(\mathbb {F} )=SL_{n}(\mathbb {F} )\rtimes \mathbb {F} ^{\times }}

- El grupo diedral de un polígono de {\displaystyle n} lados es un producto semidirecto de dos grupos cíclicos: {\displaystyle D_{n}=C_{n}\rtimes C_{2}}. El homomorfismo {\displaystyle C_{2}\to Aut\ C_{n}} queda totalmente descrito por la acción del elemento no nulo de {\displaystyle C_{2}}, que aquí invierte los elementos de {\displaystyle C_{n}} (la inversión es un automorfismo por ser {\displaystyle C_{n}} abeliano).
- El grupo simétrico {\displaystyle S_{n}} es el producto semidirecto de su subgrupo alternante por {\displaystyle C_{2}}. En este caso se puede tomar como complemento de {\displaystyle A_{n}} al subgrupo generado por una transposición cualquiera.[5]

## Presentación del producto semidirecto
Se puede obtener una presentación del producto semidirecto a partir de las presentaciones de los grupos factores. Sean dos grupo {\displaystyle G} y {\displaystyle K}, y un homomorfismo {\displaystyle \varphi :K\to Aut\ G}. Si las respectivas presentaciones de los grupos son {\displaystyle G=\langle X|R\rangle } y {\displaystyle K=\langle Y|S\rangle }, donde {\displaystyle X} e {\displaystyle Y} son los conjuntos de generadores (disjuntos), y {\displaystyle R} y {\displaystyle S} son los conjuntos de relaciones, una presentación para el producto semidirecto {\displaystyle G\rtimes _{\varphi }K} tiene la forma:
{\displaystyle G\rtimes _{\varphi }K=\langle X,Y|R,S,T\rangle }
donde el conjunto adicional de relaciones {\displaystyle T} está formado por las identidades
{\displaystyle yxy^{-1}=\varphi _{y}(x),\quad \forall x\in X,y\in Y}.
En el caso particular del producto directo, los homomorfismos {\displaystyle \varphi _{y}} son todos la identidad, luego las relaciones adicionales son de la forma
{\displaystyle yxy^{-1}x^{-1}=[y,x]=1,\quad \forall x\in X,y\in Y},
donde el símbolo {\displaystyle [y,x]} es el conmutador de x e y. En consecuencia, los generadores de un grupo conmutan con los generadores del otro.

## El grupo holomorfo
Dado un grupo {\displaystyle G}, existe una extensión natural dada en forma de producto semidirecto. Puesto que el producto es con un grupo factor {\displaystyle K} sobre el que se define un homomorfismo {\displaystyle K\to Aut\ G}, resulta natural tomar {\displaystyle K=Aut\ G} con el homomorfismo identidad. Se define el holomorfo de {\displaystyle G}, denotado Hol(G), como el producto semidirecto
{\displaystyle Hol\ G\simeq G\rtimes Aut\ G}.
El grupo de automorfismos de {\displaystyle G} es un subgrupo del grupo simétrico de {\displaystyle G}, que contiene todas las biyecciones. En concreto, es posible identificar un subgrupo de este con el propio {\displaystyle G}, dado por la identificación con las funciones de multiplicación por la izquierda
{\displaystyle G\simeq G^{l}=\{\tau _{g}:x\mapsto gx\ |\ g\in G\}\subset S_{G}}.
Entonces, considerados ambos como subgrupos, se tiene que  {\displaystyle G^{l}\cap Aut(G)=1}, y que  {\displaystyle Hol(G)=G^{l}Aut(G)} (el producto de subconjuntos).